# Staza taktyczna

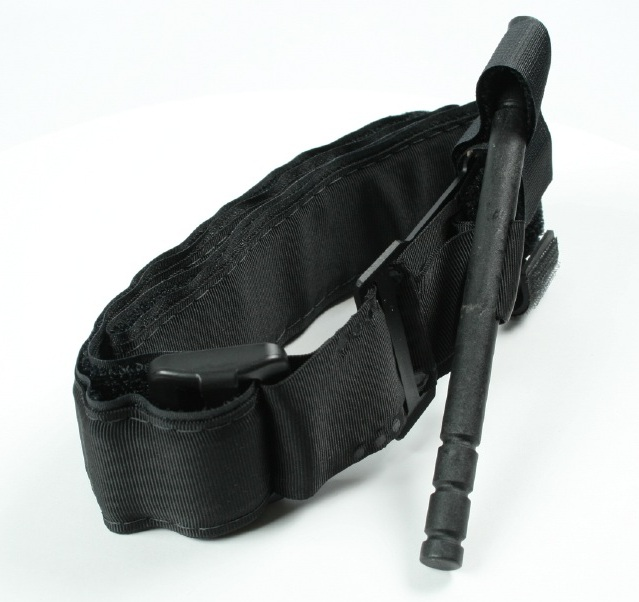
Staza taktyczna typu CAT składa się z paska obszytego rzepem, kołka oraz blokady kołka

Staza taktyczna, taktyczna opaska uciskowa – rodzaj opaski uciskowej stosowanej do tamowania masywnych krwotoków; jeden z podstawowych elementów wyposażenia medycznego żołnierza na polu walki, coraz częściej również obowiązkowe wyposażenie służb policyjnych oraz straży pożarnych.

## Historia
W 1674 chirurg armii francuskiej Etienne Morel opisał po raz pierwszy użycie opaski uciskowej (stazy taktycznej) do tamowania krwotoków na polu bitwy. Przełomem w tamowaniu krwotoków z kończyn było jednak wprowadzenie w 1873 roku przez niemieckiego chirurga Johanna Friedricha Esmarcha opaski uciskowej, tak zwanego krępulca. Odtąd opaski uciskowe stały się obowiązkowym wyposażeniem medyka na polu walki. W czasach nowożytnych zwolennikiem udzielania pomocy w podobny sposób żołnierzom, którzy odnieśli obrażenia na polu walki, był naczelny chirurg Napoleona Dominique Jean Larrey, który wprowadził używanie opasek uciskowych przez żołnierzy bezpośrednio na polu bitwy po doznanym urazie. Od tego czasu stosowanie taktycznej opaski uciskowej na polu walki stało się standardem. 
Podczas II wojny światowej również stwierdzono, że staza taktyczna doskonale sprawdza się w działaniach bojowych. Jednak prawdziwy przełom nastąpił dopiero podczas wojny w Wietnamie, gdzie szacowano, że około 2500 zgonom spowodowanym masywnymi krwawieniami można było zapobiec, stosując stazy taktyczne. Ranni ci nie mieli innych obrażeń zagrażających życiu, a jedyną przyczyną ich śmierci było wykrwawienie się. Też analiza strat poniesionych przez siły amerykańskie w Somalii jednoznacznie wykazała, że większość z poległych zmarła podczas transportu do szpitala lub w samym szpitalu. Dawało to podstawy, by sądzić, że zawiodły procedury doboru sprzętu ratowniczego, segregacji poszkodowanych, ustalania stopnia obrażeń, decydujące o kolejności udzielania pomocy rannym i kwalifikowania do transportu. W wyniku analizy błędów rozpoczęto projekt TCCC, czyli Tactical Combat Casualty Care. Prace nad nim przejęło następnie Dowództwo Operacji Specjalnych Stanów Zjednoczonych. Wyniki  opublikowano w 1996 w Military Medicine Supplement, gdzie po raz pierwszy użyto terminu Tactical Combat Casualty Care.

## Rodzaje staz taktycznych
- Staza typu CAT (combat application tourniquet) – jedna z najpopularniejszych staz, używana przez wiele armii na świecie. Składa się ona z paska, który jest obszyty rzepem. Element krępujący stanowi polimerowy kołek (kołowrót) z elementem blokującym. Ważną sprawą jest prawidłowe założenie stazy na kończyny. Jeżeli CAT zakładany jest na rękę, pas wystarczy przewlec przez jedną przelotkę, natomiast w przypadku opatrywania nogi pas przekłada się przez dwie przelotki (wersja 7 generacji ma już tylko jedną przelotkę).
- Staza typu SOFTT (special operations forces tactical tourniquet) – charakteryzuje się niezawodnością w każdych warunkach atmosferycznych i terenowych oraz wysoką wytrzymałością materiałów użytych do produkcji. Staza ta jest konstrukcyjnie zbliżona do CAT, lecz zamiast elementu blokującego w postaci rzepa ma klamrę blokującą ze śrubką zabezpieczającą. Element krępujący (kołowrót) jest tu wykonany nie z tworzywa sztucznego, ale z aluminium[3].
- Staza typu MAT (mechanical advantage tourniquet) – zbudowana ze stałego elementu (półkola) i osadzonego na nim pokrętła, na którym umieszczono miejsce do zapisania godziny założenia stazy. Do półkola dołączony jest pasek zawierający zaczep, którym blokuje się taśmę o półkole. Znajdowała się w wyposażeniu indywidualnym żołnierzy Wojska Polskiego wyjeżdżających na misje. Największą wadą MAT jest jego duży rozmiar.

## Kontrowersje
Użycie staz zawsze wywoływało wiele kontrowersji, szczególnie środowisk medycznych. Uważano bowiem, że założenie opaski uciskowej jest ostatecznością i jej użycie powinno się ograniczyć wyłącznie do amputacji urazowych, kiedy już i tak nie można uratować kończyny, gdyż założenie opaski odcina dopływ krwi do kończyny, a związane z tym niedotlenienie doprowadza do martwicy tkanek. Dodatkowo w kończynie gromadzą się wtedy toksyczne produkty powstałe w wyniku obumierania komórek.
Jednak Polska Rada Resuscytacji i Europejska Rada Resuscytacji w wytycznych z 2015 roku zalecają stosowanie opasek uciskowych do zaopatrywania masywnych krwawień zewnętrznych w określonych sytuacjach, stwierdzając:
Krwawienie z uszkodzonego naczynia krwionośnego w obrębie kończyny może skutkować zagrażającym życiu wykrwawieniem i jest jedną z głównych przyczyn możliwej do uniknięcia śmierci zarówno na polu walki, jak i w warunkach cywilnych. Wstępne postępowanie w ciężkim krwawieniu zewnętrznym z kończyny polega na bezpośrednim ucisku, ale nie zawsze jest to możliwe, a czasem nawet ciasno zawiązany na ranie bandaż może nie zapewnić kontroli dużego krwawienia tętniczego. W warunkach pola walki od lat używa się opasek uciskowych do zabezpieczenia masywnych krwotoków zewnętrznych z kończyn. Zastosowanie opasek uciskowych skutkowało zmniejszeniem śmiertelności oraz uzyskaniem homeostazy z częstością 6% i 4,3%.

Wytyczne pierwszej pomocy 2015
Jeśli bezpośredni ucisk nie tamuje silnego krwawienia zewnętrznego w obrębie kończyny, należy użyć opaski uciskowej. Do bezpiecznego i skutecznego zastosowania opaski uciskowej potrzebne jest odpowiednie przeszkolenie.